# Associazione Sportiva Dilettantistica Cairese
L'Associazione Sportiva Dilettantistica Cairese, meglio nota come Cairese, è una società calcistica italiana con sede nella città di Cairo Montenotte, in provincia di Savona. Milita nel campionato di Serie D, quarta divisione del campionato italiano di calcio.

## Storia

### La fondazione e i primi decenni di attività
Fondata nel 1919 per volere di alcuni ragazzi cairesi e non, la squadra disputò la prima partita nello stesso anno contro la Veloce, venendo sconfitta 5-0. Nei primi anni di attività, la Cairese prese parte alle competizioni organizzate dall'U.L.I.C., raggiungendo nel 1927 la finale regionale, persa contro l'Andrea Doria, dopo aver trionfato nel girone circondariale di Savona.
Il 5 ottobre 1941 la società ottenne l'affiliazione alla F.I.G.C.. Nel dopoguerra militò per un paio d'anni nella Serie C, salvo poi stazionare fino all'inizio degli anni '80 tra Promozione e Prima Categoria. 

### L'era Brin e il raggiungimento della Serie C2
Una svolta determinante per la società si ebbe con l'avvento di Cesare Brin, noto farmacista cairese asceso ai vertici societari nel 1977: sotto la sua presidenza, i gialloblù compiono una rapida scalata grazie al trionfo nel campionato di Prima Categoria nella stagione 1980-1981 e in quello di Promozione nell'anno successivo. La crescente ambizione si manifesta nel terzo posto conquistato al primo anno in Interregionale; la stagione successiva vede la Cairese ai nastri di partenza come una delle possibili favorite per il salto di categoria, ipotesi confermata dall'andamento del campionato, che vede nel girone di ritorno un entusiasmante testa a testa tra i gialloblù e la Pro Vercelli per assicurarsi la promozione. Non saranno sufficienti le 30 giornate regolamentari per determinare la vincitrice: entrambe infatti concluderanno a 43 punti, costrette a sfidarsi in uno spareggio in campo neutro che vedrà le Bianche Casacche imporsi per 2-1 dopo i tempi supplementari. La stagione 1984-1985 è quella del trionfo, con la certezza matematica del primo posto ottenuto alla penultima giornata, che consente ai gialloblù di militare per la prima volta nella loro storia in un campionato professionistico (in quanto tale non si poteva definire la Serie C dell'immediato dopoguerra). 
La stagione 1985-1986 rappresentò quindi l'apice della storia della società, essendo stata la prima (e finora unica) a livello professionistico; per tale occasione, inoltre, venne costruito il nuovo stadio in località Vesima, poi intitolato allo stesso Brin, dove ancora oggi vengono disputate le gare casalinghe. Tuttavia, dopo un inizio discreto con 4 punti ottenuti nelle prime 5 partite, una serie di sconfitte relegò i gialloblù nelle posizioni di coda, costringendo la dirigenza ad optare per un cambio di allenatore: Franco Viviani venne infatti sostituito da Italo Ghizzardi, che esordì tra l'altro con una vittoria (la prima in campionato, giunta solamente all'ultima giornata del girone d'andata) contro l'Asti. Il trend negativo però non venne invertito nel girone di ritorno, con la retrocessione matematica divenuta realtà a diverse giornate dalla fine del torneo. Da segnalare, nel corso di quest'annata, anche la prima e unica presenza della Cairese nella schedina del Totocalcio: era il concorso 38 del 23 marzo 1986 (Cairese-Entella, 2-2). 

### Il ritorno tra i dilettanti e le ultime stagioni
Pochi mesi dopo la retrocessione in Interregionale arriveranno anche le dimissioni del Presidentissimo Cesare Brin, che costringeranno la società ad optare per un ridimensionamento: per questo motivo, dopo alcune stagioni passate nel massimo livello dilettantistico, a partire dagli anni '90 la Cairese ha militato per lo più in Eccellenza. 
Durante il lunghissimo mandato di Franco Pensiero (dal 1989 al 2016) riveste un ruolo di primaria importanza il settore giovanile, che diventa il fiore all'occhiello della società e funge da serbatoio da cui attingere per fornire linfa vitale alla prima squadra; ciò ha permesso di disputare campionati di buon livello in Eccellenza sino ai primi anni 2000, dopodiché i gialloblù entrarono in un periodo 'movimentato', durato circa dieci anni, che li vide continuamente retrocedere in Promozione e risalire immediatamente in Eccellenza. Degna di nota, in particolare, la stagione 2008-2009, trascorsa in Promozione e ricordata dai più come il campionato dei quattro derby per via della presenza della Carcarese, con cui la Cairese disputa il cosiddetto derby della Valbormida: oltre ai due incontri in campionato (una vittoria per parte), infatti, le squadre si incrociarono nell'ultimo atto dei play-off, dal momento che i biancorossi avevano terminato in seconda posizione, appena davanti ai gialloblù; un doppio successo ha permesso alla Cairese di ritornare in Eccellenza.
Nel 2016 Franco Pensiero lascia la presidenza per far posto a Samuele Patuto, coadiuvato da Mario Bertone (storica bandiera gialloblù nel periodo Brin) e da diversi imprenditori locali; in quello stesso anno il campionato termina con una dolorosa retrocessione ai play-out ma, appena un paio di anni dopo, una cavalcata trionfale permette ai gialloblù di conquistare per la quarta volta il campionato di Promozione. Sin dalla stagione successiva la Cairese si issa ai vertici dell'Eccellenza, riuscendo a chiudere sempre nelle prime posizioni ed arrivando addirittura, nella stagione 2020-2021, a disputare la finale per la promozione in Serie D, perdendo tuttavia 3-1 contro il Ligorna. 
Nell'estate 2022 avviene un nuovo cambio di presidenza: da Mario Bertone (che nel 2019 era subentrato a sua volta a Patuto) il timone passa nelle mani di Fabio Boveri, il cui progetto a medio-lungo termine prevede il raggiungimento della Serie D nel giro di alcuni anni; la stagione 2022-2023 si conclude con un ottimo terzo posto, non sufficiente tuttavia a disputare il primo turno dei play-off per partecipare agli spareggi nazionali. Nella stagione successiva, dopo un avvio difficoltoso che costringe ad un avvicendamento in panchina, sotto la guida di Riccardo Boschetto i gialloblù ingranano e concludono in crescendo nuovamente al terzo posto, questa volta utile per disputare il turno regionale dei play-off: dopo un successo per 2-0 contro il Pietra Ligure, al secondo turno la vittoria giunge ai tempi supplementari, un 3-2 contro il Rivasamba che aveva concluso il campionato in seconda posizione. Il primo turno dei play-off nazionali vede la Cairese impegnata contro i lombardi del Mapello: un doppio successo (1-4 fuori casa all'andata, 2-0 al ritorno) consente ai gialloblù di raggiungere l'ultimo atto, sfidando il Terni FC. Anche in questo caso la Cairese riesce ad imporsi in entrambe le partite (4-2 all'andata, 0-2 esterno al ritorno) e centra in tal modo un traguardo che mancava da 32 anni. La stagione del ritorno nel massimo campionato dilettantistico, partita con l'obiettivo dichiarato del mantenimento della categoria, è piuttosto travagliata: dopo un avvio promettente (10 punti nelle prime 6 partite), una serie di quattro sconfitte consecutive porta all'esonero di Boschetto, artefice della promozione nella stagione precedente, in favore di Marco Nappi, che verrà a sua volta sollevato dall'incarico dopo 20 partite alla guida dei gialloblù (in cui ottiene 22 punti, solo due dei quali nelle ultime sei, utili comunque a mantenere la squadra al di fuori della zona play-out). Per condurre la squadra alla salvezza viene scelto Matteo Solari, al ritorno sulla panchina della Cairese dopo il positivo biennio 2017-2019: gli otto punti conquistati nelle ultime sette partite di campionato non sono tuttavia sufficienti ad evitare i play-out, in cui i gialloblù sconfiggono il Chieri al Brin per 2-0, garantendosi il diritto di partecipare al massimo livello dilettantistico anche nella stagione successiva.

## Società

### Organigramma societario
- Fabio Boveri - Presidente
- Elisa Vico - Vicepresidente
- Franz Laoretti - Direttore generale
- Roberto Eletto - Responsabile organizzativo e tecnico del settore giovanile
- Mattia Mirri - Responsabile dell'area tecnica
- Franco Pizzorno - Dirigente accompagnatore e addetto agli arbitri

## Allenatori e presidenti
- 1919-1957 ??
- 1957-1959  Piccini
- 1959-1963 ??
- 1963-1964  Natale Zamboni
- 1964-1965  Bertuccelli
- 1965-1969 ??
- 1969-1970  Branda
- 1970-1973 ??
- 1973-1974  Agostino Macciò
 Carlo Pizzorno
- 1974-1976  Carlo Pizzorno
- 1976-1977  Carlo Pizzorno
 Luciano Salamini
- 1977-1978 ??
- 1978-1979  Castello
 Carlo Foglia
- 1979-1980 ??
- 1980-1982  Mino Persenda
- 1982-1983  Carlo Borsalino
- 1983-1984  Angelo Seghezza
- 1984-1985  Miro Zunino
- 1985-1986  Franco Viviani
 Italo Ghizzardi
- 1986-1988  Lorenzo Barlassina
- 1988-1989  Luigi Manueli
- 1990-1991 ??

- 1990-1991  Paolo Tonelli
- 1991-1992 ??
- 1992-1993  Franco Bagnasco
- 1993-1996  Corrado Orcino
- 1996-2005 ??
- 2005-2007  Enrico Vella
- 2007-2008 ??
- 2008-2010  Luca Monteforte
- 2010-2012  Mario Benzi
- 2012-2013  Enrico Vella
- 2013-2014  Enrico Vella
 Matteo Giribone
- 2014-2016  Matteo Giribone
- 2016-2017  Matteo Giribone
 Maurizio Podestà
- 2017-2019  Matteo Solari
- 2019-2020  Giuseppe Maisano
- 2020-2021  Mario Benzi
- 2021-2023  Diego Alessi
- 2023-2024  Pierluigi Lepore
 Riccardo Boschetto
- 2024-2025  Riccardo Boschetto
 Marco Nappi
 Matteo Solari
- 2025-  Matteo Solari

- 1919-19??  Benedetto Brin
- 1941-1944  Cesare Queirazza
- 1945-19??  Mallarini
- ??  Pietro Negro
- ??  Marco Domeniconi
- ??  Levratto
- ??  Macciò

- 1977-1986  Cesare Brin
- ??  Quarto
- ??  Pastorino
- ??  Francia
- 1989-2016  Franco Pensiero
- 2016-2019  Samuele Patuto
- 2019-2022  Mario Bertone
- 2022-  Fabio Boveri

## Palmarès

La Cairese festeggia la promozione in Serie C2 al termine del vittorioso Campionato Interregionale 1984-1985

### Competizioni nazionali
- Campionato Interregionale: 1

1984-1985 (girone A)

### Competizioni regionali
- Promozione: 4

1981-1982 (girone A), 1990-1991 (girone A), 1999-2000 (girone A), 2017-2018 (girone A)
- Prima Categoria: 2

1962-1963 (girone A), 1980-1981 (girone A)